# Metallura baroni
La metalura de Azuay (Metallura baroni), también denominada metalura gorgivioleta  o colibrí de garganta púrpura, es una especie de ave apodiforme de la familia Trochilidae (los colibríes) perteneciente al género Metallura. Es endémica del sur de Ecuador

## Distribución y hábitat
Se encuentra únicamente en el centro sur de Ecuador en ambas pendientes de la meseta de Cajas al oeste de Cuenca, en las provincias de Azuay y Cañar.
Esta especie puede ser muy común en sus hábitats naturales dentro de su limitada zona: los bordes de bosques enanos húmedos y bosque de queñoa Polylepis con rocas cubiertas con bromelias, ericáceas, orquídeas, helechos y musgos, y en áreas de páramo adyacentes. En altitudes entre 3000 y 3900 m; un avistamiento registrado a 1900 m en un crecimiento ripario arbustivo bajo, en el árido valle de Oña. Forrajea desde el estrato bajo hasta el dosel.

## Estado de conservación
La metalura de Azuay había sido calificado como «amenazada de extinción» por la Unión Internacional para la Conservación de la Naturaleza principalmente debido a su reducida zona de distribución; en el año 2023 fue reevaluado como «vulnerable», con su población estimada entre 1000 y 2500 individuos maduros y declinante, y debido a que su reducido territorio sufre degradación y pérdida del hábitat para fines de agricultura.

## Sistemática

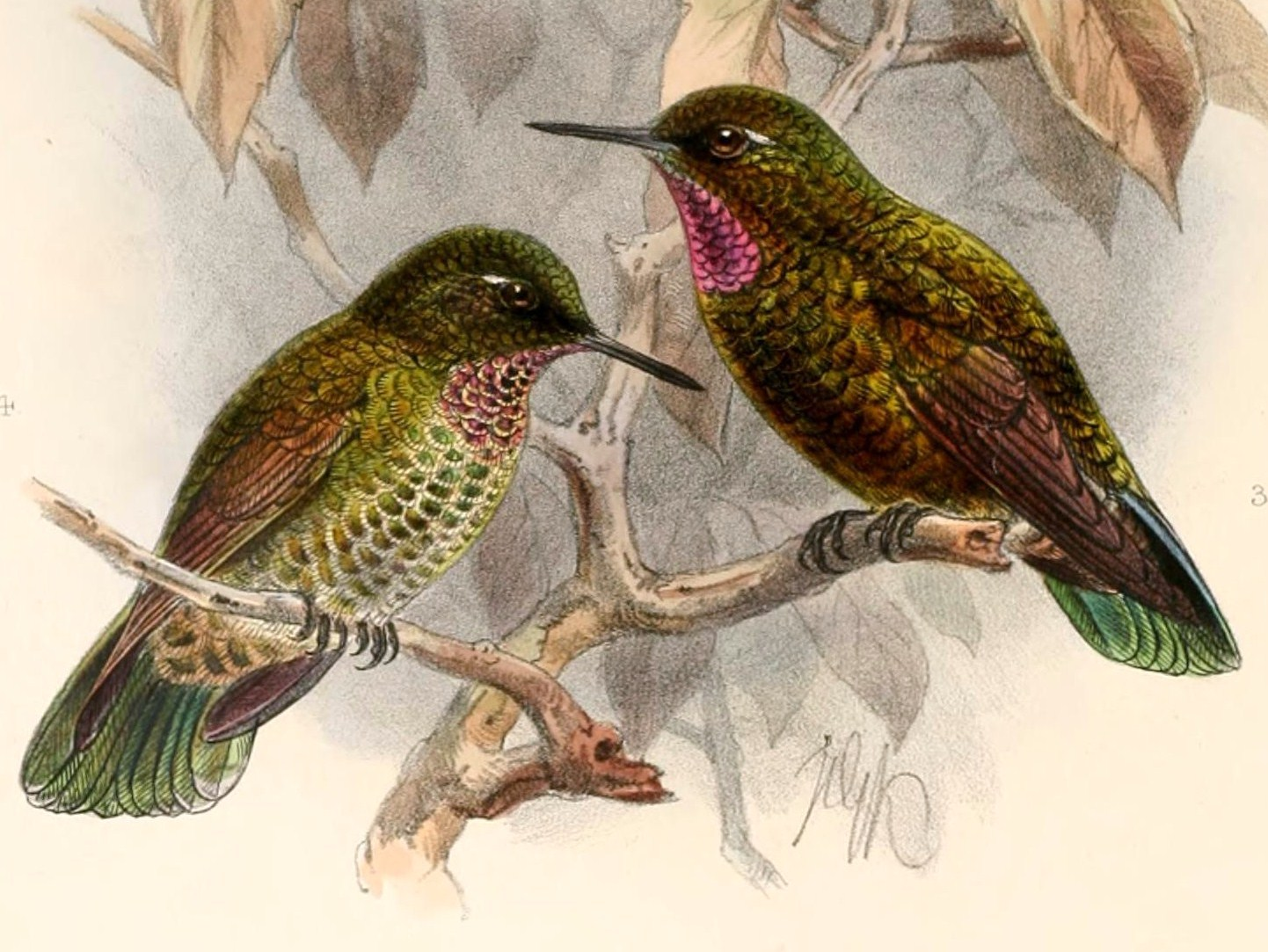
Metallura baroni, hembra (izq.), macho (der.), ilustración de Keulemans en Novitates Zoologicae 1, 1894.

### Descripción original
La especie M. baroni fue descrita por primera vez por el zoólogo británico Osbert Salvin en 1893 bajo el mismo nombre científico; su localidad tipo es: «montañas cerca de Cuenca, 12,000 pies (c. 3650 m), Ecuador.»

### Etimología
El nombre genérico femenino «Metallura» es una combinación de las palabras del griego «metallon» que significa ‘metal’, y «oura» que significa ‘cola’; y el nombre de la especie «baroni», conmemora al ingeniero alemán Oscar Theodor Baron (1847–1926), recolector de especies en Ecuador y Perú.

### Taxonomía
Anteriormente fue tratada como conespecífica con Metallura eupogon pero las diferencias de coloración soportan la separación como especie plena. Es monotípica.